# Chris (Fußballspieler)
Chris, bürgerlich Christian Maicon Hening (* 25. August 1978 in Blumenau), ist ein ehemaliger brasilianischer Fußballspieler mit deutschen Vorfahren, der auch einen italienischen Pass besitzt. Als vielseitiger Abwehrspieler wurde er zumeist im defensiven Mittelfeld oder in der Innenverteidigung eingesetzt.

## Karriere

### Vereinskarriere
Chris wuchs in der südbrasilianischen Stadt Blumenau auf. Über Vereine aus Curitiba und Porto Alegre wurde er im Winter 2003 vom FC St. Pauli, der in der 2. Bundesliga spielte, verpflichtet. Gleich in seinem ersten Spiel erzielte er ein Tor beim 2:0-Sieg gegen den VfB Lübeck.

#### Eintracht Frankfurt
Nach 13 Spielen und drei Toren beim Zweitligisten St. Pauli wurde er zur Saison 2003/04 vom damaligen Bundesligisten Eintracht Frankfurt verpflichtet. In dieser Saison stieg die Eintracht in die 2. Bundesliga ab. Daraufhin sorgte Chris für einen Eklat, als er trotz gültigen Vertrages in Frankfurt bei dem brasilianischen Fünftligisten Prudentópolis EC unterschrieb und anschließend von der FIFA für drei Monate gesperrt wurde. Nach Anrufen des internationalen Sportgerichtshofes CAS wurde die Sperre für den Fall aufgehoben, dass an Prudentópolis 250.000 Euro gezahlt werden. Nach Aussprache und Aussöhnung mit der Eintracht übernahm die Vereinsführung die Strafzahlung, um die Sperre aufzuheben, und stellte ihn wieder in den Kader, der später in die 1. Bundesliga aufstieg.
Obwohl Chris’ Vertrag mit Eintracht Frankfurt bis 2009 lief, verkündete der damalige Trainer und Manager des VfL Wolfsburg Felix Magath nach der Partie gegen die Eintracht, er wolle ihn zur Sommerpause 2008 nach Wolfsburg holen. Hintergrund war eine Ausstiegsklausel, die es Chris erlaubte, vor Ablauf der Vertragszeit für eine feste Ablösesumme die Eintracht zu verlassen. Zu einem Wechsel kam es aber nicht, da die Eintracht ein verbessertes Angebot zur Verlängerung vorlegte, das Chris schließlich annahm.
Als dienstältester Feldspieler der Eintracht hatte Chris die Entwicklung der nach dem Abstieg 2004 vollkommen neu zusammengestellten Mannschaft von Beginn an begleitet und einen dementsprechenden Stellenwert bei Mannschaft, Fans und Vorstand. Mit Beginn der Saison 2010/11 wurde Chris zum Mannschaftskapitän ernannt, konnte aufgrund von Verletzungen (s. u.) jedoch kaum auflaufen. Schon bald befand sich der Verein im Abstiegskampf, und auch unter dem neuen Trainer Christoph Daum wurde die Klasse nicht gehalten. Schließlich wurde der Vertrag mit Chris zum Ende der Saison 2010/11 aufgelöst.

#### VfL Wolfsburg
In der Sommerpause 2011 wurde Chris kurz vor Ende der Transferperiode von dem zum Erstligisten VfL Wolfsburg zurückgekehrten Trainer und Manager Felix Magath verpflichtet. Sein Einjahresvertrag wurde nach der abgelaufenen Saison nicht verlängert; Chris spielte nur achtmal für Wolfsburg.

#### TSG 1899 Hoffenheim
Zur Saison 2012/13 erhielt Chris einen Einjahresvertrag bei der TSG 1899 Hoffenheim. Nach Auslaufen seines Vertrages verließ Chris den Verein wieder.

#### FC Tombense
Im Sommer 2013 unterschrieb er einen Vertrag in seiner Heimat beim Tombense FC. Nach kurzer Zeit gab er sein Karriereende bekannt.

## Verletzungen
Chris wurde in seiner Laufbahn immer wieder von Verletzungen geplagt. Nachdem er sich im Mai 2006 einer Bandscheiben-Operation unterzogen hatte, fiel er bis Dezember 2006 aus. Ein Innenbandschaden ließ Chris auch das erste Drittel der Saison 2007/08 verpassen. Kaum war er im Winter wieder aufgelaufen, zog er sich eine komplizierte Fußsohlenverletzung zu und fiel für das letzte Drittel der Saison aus. Auch in der Saison 2008/09 konnte Chris aufgrund von Verletzungen nur 19 Saisonspiele absolvieren. 2009/2010 war die erste Saison seit Jahren, die er ohne größere Verletzungen spielte. Wegen einer Leistenverletzung, die er sich beim Auftakttraining zuzog, konnte er sein neues Amt als Mannschaftskapitän nicht zum Saisonauftakt 2010/11 ausüben. Nach nur sieben Saisonspielen musste Chris ab Ende Oktober 2010 wegen einer Nervenentzündung im Rücken erneut pausieren. Nach kurzer Rückkehr ins Mannschaftstraining stellte sich Anfang Februar 2011 heraus, dass Chris erneut an der Bandscheibe operiert werden musste. Die Saison war damit beendet.